# Plakohipaforina
Las Plakohipaforinas son indolaminas que contienen yodo. Son nombradas por su semejanza química con la hipaforina. Fueron reportadas por primera vez por ser aislada de la esponja caribeña Plakortis simplex en 2003,  plakohipaforinas A-C Las Plakohipaforinas D-F, también encontradas P. simplex, fueron reportadas en 2004.
| Plakohipaforina   | Nombre                                  | Fórmula química | SMILES                                 | Imagen            |
| ----------------- | --------------------------------------- | --------------- | -------------------------------------- | ----------------- |
| Plakohipaforina   | 7-Yodo-N,N,N-trimetiltriptófano         | C14H17IN2O2     | OC(=O)C(N(C)(C)C)Cc2cnc1c2cccc1I       | Plakohipaforina A |
| Plakohipaforina B | 6,7-Diyodo-N,N,N-trimetiltriptófano     | C14H16I2N2O2    | OC(=O)C(N(C)(C)C)Cc2cnc1c2ccc(I)c1I    | Plakohipaforina B |
| Plakohipaforina C | 5,7-Diyodo-N,N,N-trimetiltriptófano     | C14H16I2N2O2    | CN(C)(C)C(C(=O)O)Cc2cnc1c2cc(I)cc1I    | Plakohipaforina C |
| Plakohipaforina D | 5,6-Diyodo-N,N,N-trimetiltriptófano     | C14H16I2N2O2    | Ic2cc1c(cc2I)ncc1CC(C(O)=O)N(C)(C)C    | Plakohipaforina D |
| Plakohipaforina E | 5,6,7-Triyodo-N,N,N-trimetiltriptófano  | C14H15I3N2O2    | CN(C)(C)C(C(=O)O)Cc1cnc(c(I)c2I)c1cc2I | Plakohipaforina E |
| Plakohipaforina F | 6-Cloro-5-yodo-N,N,N-trimetiltriptófano | C14H16ClIN2O2   | Clc2c1ncc(CC(C(O)=O)N(C)(C)C)c1cc(I)c2 | Plakohipaforina F |